# Gary Jenkins (kunstschilder)
Gary Jenkins (Brooklyn, New York 1938) is een Amerikaanse kunstschilder die zijn eigen tv-programma heeft, zoals zijn collega Bob Ross, waarop hij les geeft aan de kijker. Zijn programma Schilderen met Gary Jenkins is in Nederland te zien op Omroep MAX (2007-2010, 2012-heden).
Jenkins heeft zich gespecialiseerd in het schilderen van bloemen. Hij schildert bij voorkeur in de zogenaamde nat-op-nat techniek, 'alla prima', en produceert zo in korte tijd een schilderij. Zijn productiewijze lijkt veel op de schildertechniek van Bob Ross. Naast zijn tv-werk verkoopt Jenkins ook boeken over zijn schilderstechniek, dvd's en schildersmaterialen.